# 長岡市立四郎丸小学校

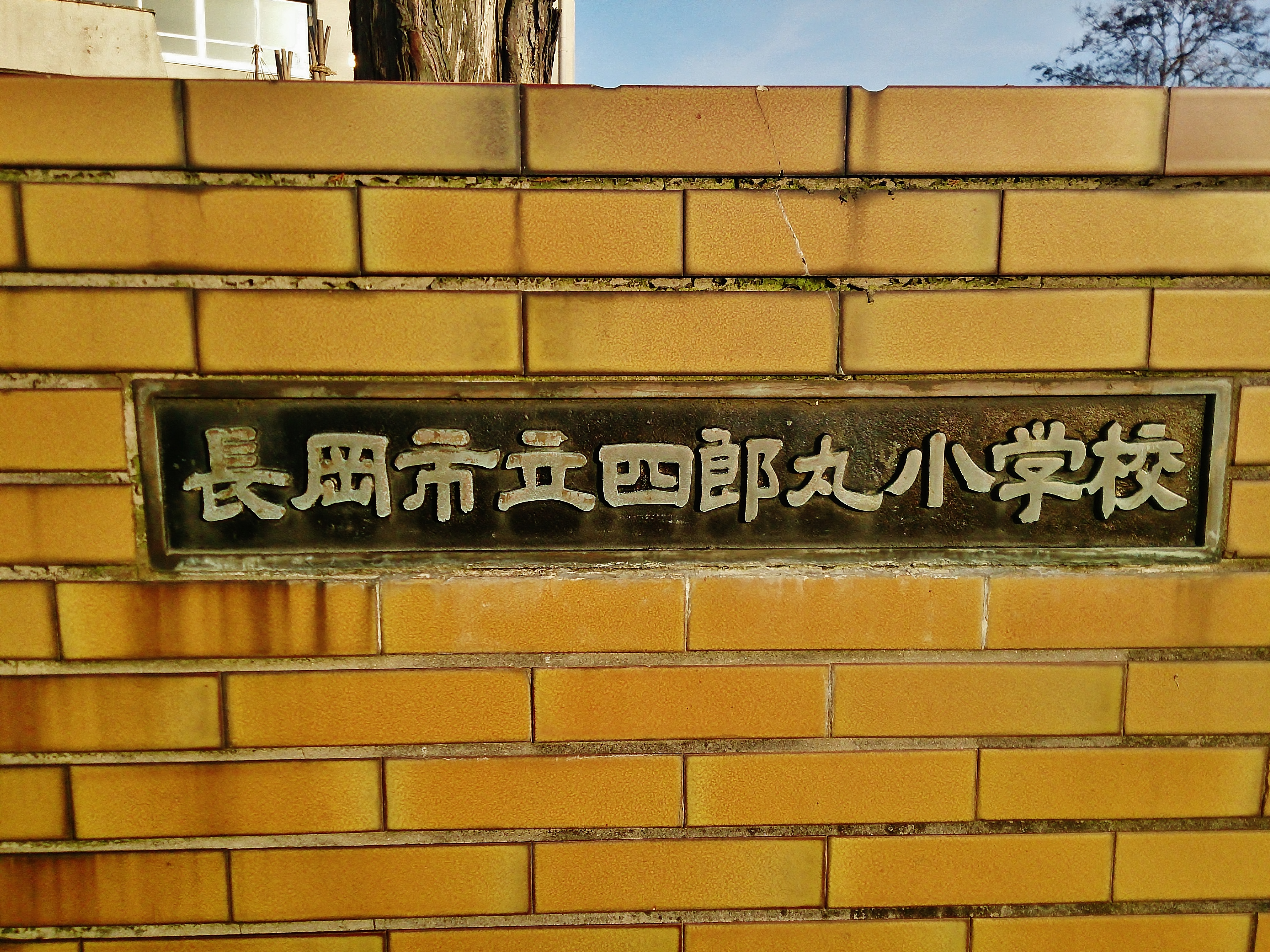
学校表示

長岡市立四郎丸小学校（ながおかしりつ しろうまるしょうがっこう）は、新潟県長岡市に所在する市立小学校である。

## 概要
起源は1874年。児童は「赤城っ子」(あかぎっこ)と呼ばれる。

### 校歌
作詞：遠山運平・作曲：小山作之助
1923年に創立50周年を迎えたことがきっかけとなって誕生した。

### 校章
デザインは大関与作によるもので、雪・月・花をモチーフにしたもの。

### 学校組織
赤城児童会と呼ばれる児童会がある。

### 進路
四郎丸小学校を卒業した児童は、他校進学者を除いて校区内にある南中学校に進学する。

## 沿革
1874年：柏崎県第16大区小四区公立宮内校の附属分校四郎丸校 として発足する。
1879年：宮内校より分離し、四郎丸校は独立校となる。
1879年：新潟県古志郡四郎丸小学校へ改称する。
1891年：学制改正により、古志郡村立尋常科四郎丸小学校へ改称する。
1891年：校舎を新築する。
1899年：高等科の併置が開始されたことに伴い、古志郡村立四郎丸尋常高等小学校へ称する。
1909年：校訓歌を制定する。
1914年：校舎を改築する。
1921年：古志郡四郎丸村が長岡市に吸収合併されたことにより長岡市四郎丸尋常高等小学校へ改称する。
1923年：創立50周年記念式典を挙行する。
1923年：校旗と校歌が制定される。
1930年：高等科を川崎校に移したことにより長岡市四郎丸尋常小学校へ改称する。
1934年：校舎が現在地に移転することに伴い校舎が新築される。
1934年：創立60周年記念式典を挙行する。
1941年：長岡市四郎丸国民学校へ改称する。
1945年8月2日：空襲による被災者の収容所となる。
1945年9月10日：空襲被害を受けた長岡市千手国民学校（現：長岡市立千手小学校）に通う児童の受け入れが開始され、9教室を千手国民学校の仮校舎として提供。
1946年12月29日：新潟県長岡市千手国民学校仮校舎の設置が終了する。
1947年4月1日：新潟県長岡市四郎丸国民学校から 新潟県長岡市立四郎丸小学校 へ改称する。
1947年4月1日：長岡市立南中学校が校舎内に併置された四郎丸分校で開学する。
1947年4月：学校給食が開始される。
1950年：PTAが発足する。
1952年3月31日：南中学校四郎丸分校の設置を終了する。
1953年：創立80周年記念式典を挙行する。
1953年：第二校歌が制定される。
1960年：第一回・美術教育研究大会が開催される。
1963年：県科学教育優秀校として表彰を受ける。
1964年：天体観測施設が竣工する。
1967年：理科教育研究会開催され、理科教育部門で「学研教育賞」を受賞する。
1968年：PTA活動で文部省文部大臣賞を受賞する。
1968年：読売教育賞を受賞する。
1968年：ソニー優秀賞校を受賞する。
1972年：科学技術庁 長官賞を受賞する。
1972年：現在の校舎が完成し竣工する。
1978年：児童数の増加に伴い、プレハブの仮校舎が6教室増築され設置される。
1979年：科学技術庁 長官賞を再び受賞する。
1979年：PTA活動に於いて全国PTA連合会長賞を受賞する。
1981年：長岡市立豊田小学校が新設されたことに伴い、豊田小学校の学区内の生徒を分離する。
1982年：屋内体育館が改築される。
1983年：南校舎が解体され、グラウンドが整地される。
1983年：赤城の庭が造成される。
1983年：創立110周年記念式典と祝賀会を挙行する。
1988年：動物小屋が改築され竣工する。
1989年：プレイルームが新設される。
1993年：創立120周年記念式典が挙行される。
1994年：体育館ステージが完成する。（翌年竣工）
1999年：ふれあいルームが開設される。
2001年：中華人民共和国 大慶市より教育使節団が来校する。
2001年：赤城コマランドが開園する。
2003年：創立130周年記念式典が挙行される。
2004年10月23日：中越大震災により被災。
2004年10月24日：教室棟の使用が全面的に禁止される。
2004年11月9日：豊田小学校・川崎小学校・川崎東小学校への分散授業を開始する。
2004年12月24日：分散授業を終了する。
2005年1月：グラウンド上に設営されたプレハブ校舎にて、3年生から6年生までの生徒のみ授業を開始。
2005年：中越大震災の復興を記念した植樹が行われ、ハナミズキの木が植えられる。
2006年：管理棟校舎の耐震補強工事が実施される。
2010年：特別支援学級「にこにこルーム」を知的・情緒の2学級体制で開設。
2011年10月10日～10月11日：宮城県石巻市・名取市の被災地を当時の5年生(2007年度入学生)・6年生(2006年度入学生)の代表児童30名が視察。仙台市立四郎丸小学校の児童と交流会を実施。
2011年：新潟県教育公務員弘済会主催「特色ある教育実践校論文」に於いて、優秀賞を受賞する。
2012年10月9日～10月11日：2007年度入学生の6年生児童全員が、「東日本大震災復興支援学習」として宮城県を表敬訪問し、仙台市立四郎丸小学校の児童と交流会を行う。
2013年：創立140周年記念式典を挙行する。
2014年6月1日：全日本学校関係緑化コンクールにて、準特選を受賞する。

## 著名な出身者
- 森民夫（建設官僚・長岡市長）

- 磯田達伸（現：長岡市長）

## 交通・アクセス方法
- JR東日本（上越新幹線・信越本線）長岡駅より東口通り経由で約1.2km[3]（徒歩：約16分[3]）